# Milano-Sanremo 1993
La Milano-Sanremo 1993, ottantaquattresima edizione della corsa, valida come evento d'apertura della Coppa del mondo di ciclismo su strada 1993, fu disputata il 20 marzo 1993 per un percorso totale di 297 km. Fu vinta dall'italiano Maurizio Fondriest, al traguardo con il tempo di 7h25'37" alla media di 39.99 km/h.
Partenza a Milano con 194 corridori di cui 166 portarono a termine il percorso.

## Resoconto degli eventi
Sull'ultima salita, quella del Poggio, dopo vari tentativi di fuga tutti rientrati, scattò lo spagnolo Iñaki Gastón e alla sua ruota con ancora una buona gamba si mise subito Maurizio Fondriest per lui giorno speciale (nella notte venne alla luce sua figlia), sempre sul Poggio l'italiano riuscì a prendere in contropiede anche lo spagnolo, che allo scollinamento ebbe già qualche secondo di vantaggio e con una grande discesa riuscì ad arrivare in via Roma in solitaria.
Era dal 1950 che il podio non era completamente tricolore, allora con Gino Bartali, Nedo Logli e Oreste Conte.

## Ordine d'arrivo (Top 10)
| Pos. | Corridore           | Squadra         | Tempo    |
| ---- | ------------------- | --------------- | -------- |
| 1    | Maurizio Fondriest  | Lampre-Polti    | 7h25'37" |
| 2    | Luca Gelfi          | Mapei           | a 4"     |
| 3    | Maximilian Sciandri | Motorola        | a 9"     |
| 4    | Laurent Jalabert    | ONCE            | s.t.     |
| 5    | Rolf Sørensen       | Carrera Jeans   | s.t.     |
| 6    | Giorgio Furlan      | Ariostea        | s.t.     |
| 7    | Franco Ballerini    | GB-MG Magl.     | s.t.     |
| 8    | Jean-Claude Colotti | Crédit Agricole | s.t.     |
| 9    | Davide Cassani      | Ariostea        | s.t.     |
| 10   | Mario Cipollini     | GB-MG Magl.     | s.t.     |